# Saint-Genest-sur-Roselle
Saint-Genest-sur-Roselle – miejscowość i gmina we Francji, w regionie Nowa Akwitania, w departamencie Haute-Vienne. Nazwa miejscowości pochodzi od imienia św. Genezjusza.
Według danych na rok 1990 gminę zamieszkiwały 393 osoby, a gęstość zaludnienia wynosiła 20 osób/km² (wśród 747 gmin Limousin Saint-Genest-sur-Roselle plasuje się na 302. miejscu pod względem liczby ludności, natomiast pod względem powierzchni na miejscu 349.).

## Populacja

Populacja Saint-Genest-sur-Roselle w latach 1962–2008